# Dreso
Dreso è un eroe minore della mitologia greca, presente nell'Iliade.
Nel grandioso poema appare solo una volta, nel Libro VI.
Eroe troiano, combatté nelle file dell'esercito impegnato alla difesa delle mura della città durante il lungo assedio.
Fu ucciso da Eurialo.
(Iliade, libro VI)